# キャリー・チャップマン・キャット

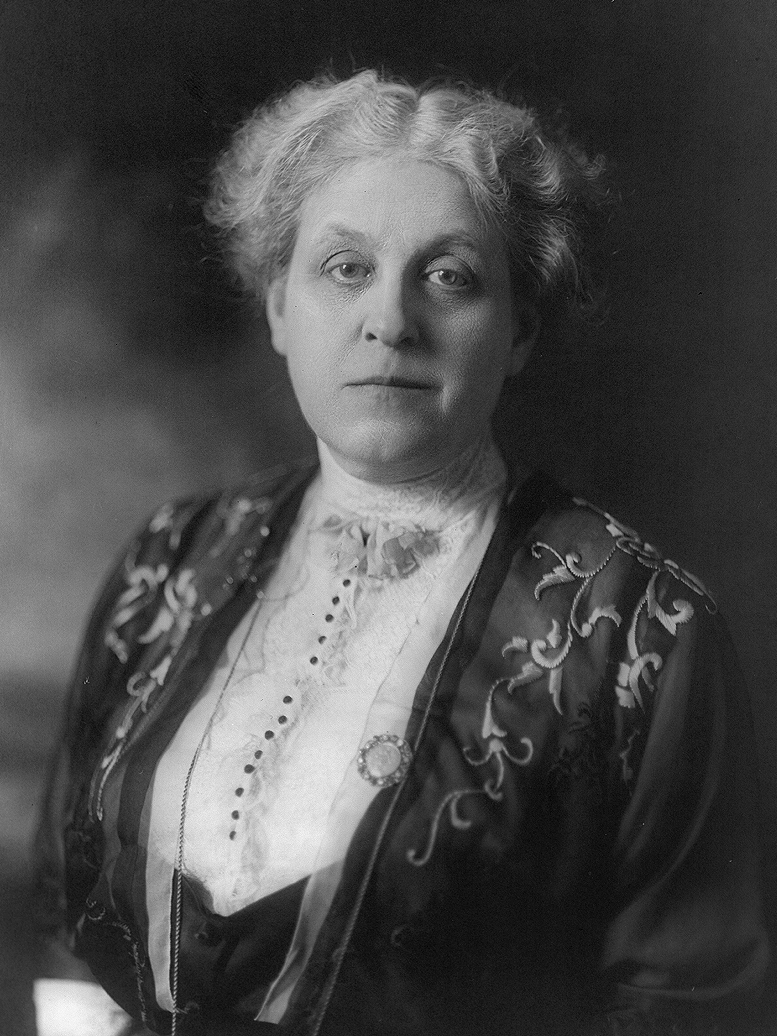
キャリー・チャップマン・キャット（1914年）

キャリー・チャップマン・キャット（英語: Carrie Chapman Catt, 1859年1月9日 - 1947年3月9日）は、アメリカ合衆国の女性参政権運動の指導者、平和運動活動家。

## 生涯

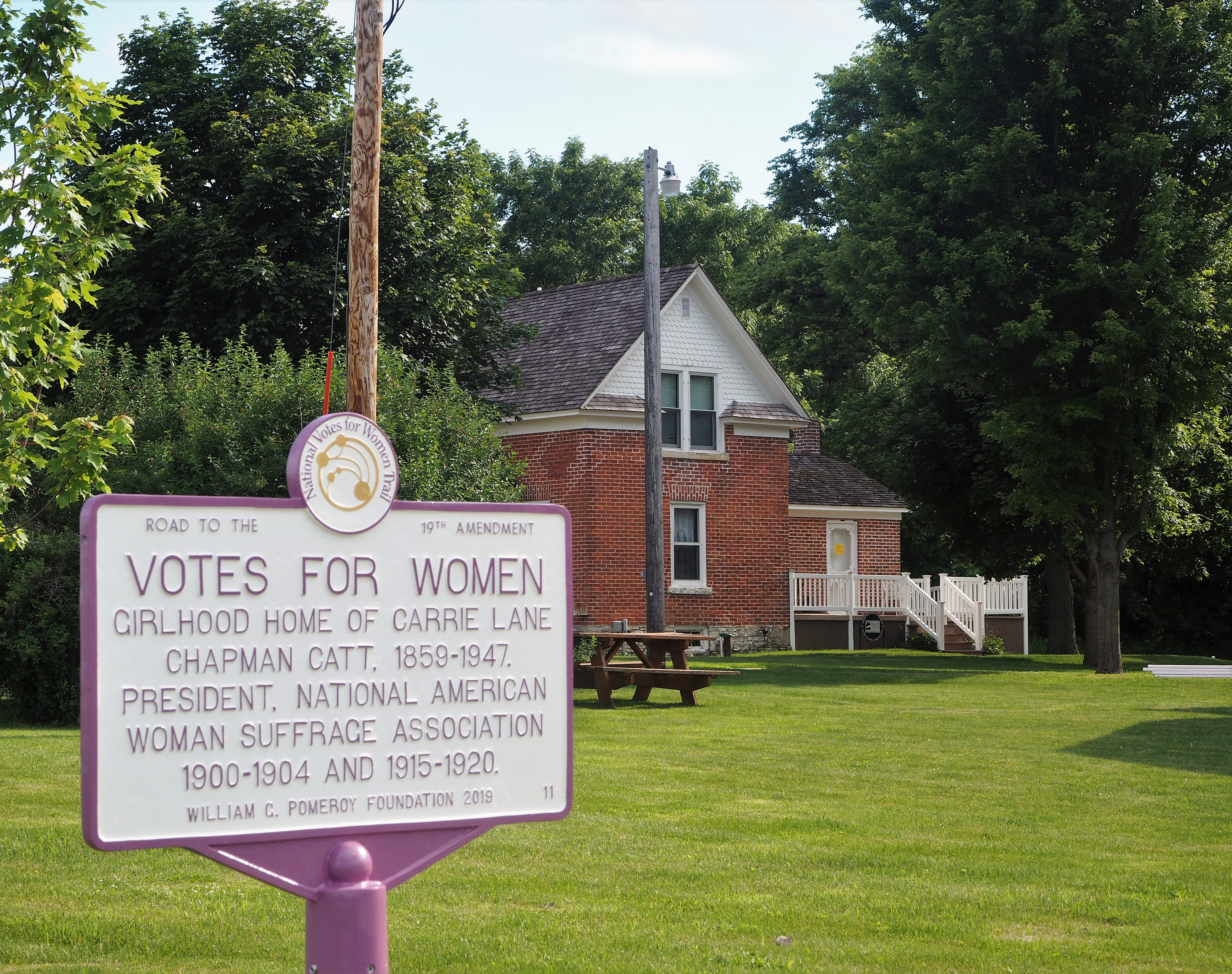
キャリーが少女期を過ごしたチャールズシティの家

ウィスコンシン州リポンにキャリー・クリントン・レーン（英語: Carrie Clinton Lane）として生まれる。7歳の時にアイオワ州チャールズシティに引っ越した。子供の頃から科学に関心を持ち、医者になるのが夢だった。1877年に高校を卒業した後、アイオワ州エイムズにあるアイオワ農業大学（現在のアイオワ州立大学）に入学した。
父のルシウスは当初、キャリーが大学に通うことを許可することについて消極的だった。その後入学については認めたものの、学費の一部しか負担しなかった。キャリーは学費を工面するために、大学図書館の食器洗い係として、長期休暇中は地方の学校で教師として働いた。大学でのキャリーは、学生の学習スキルと自信を高めることを目的とした学生組織であるクレセント文学協会に参加した。男子だけが会議で即座に話すことを許可されていたが、キャリーは女子についても同等の権利を要求した。これは、グループへの女子参加についての議論を促し、最終的に女子が会議で話す権利を獲得することにつながった。
1880年11月10日に理学士号を取得して大学を卒業し、卒業後は法務官として働いた。1885年にアイオワ州メーソンシティの教師、そして同地区最初の女性学校監督になった。
1885年2月、新聞編集者のレオ・チャップマンと結婚した。キャリーはアイオワの家族農場で両親と一緒にいた時、仕事と新居を見つけるためにカリフォルニア州に旅行していた夫が腸チフスにかかっているという電文を受け取った。キャリーはカリフォルニアに向けて出発したが、途中でレオが1886年8月に死去したことを知った。しばらくサンフランシスコに留まり、そこでフリーランスの記事を書き、新聞広告のために戸別訪問したが、1887年にアイオワに戻った。
1890年、アイオワ州立大の卒業生で裕福な技術者であったジョージ・キャットと再婚した。キャリーはレオの死後から行っていた著述活動を続け、1893年に『主題と主権』、1894年に『私たちの政府への危険』を執筆した。キャリーは夫のジョージから後押しを受けて、1880年代後半に女性参政権を求める運動の大部分に関与した。 
1890年に創立された全米女性参政権協会の会長に就任し、1904年に創立された国際女性同盟と1920年に創立された婦人有権者同盟の創設者でもあった。女性に投票権を与えるための運動を積極的に指導し、1920年8月26日のアメリカ合衆国憲法修正第19条批准に貢献した。
女性投票権を勝ち取った後は世界平和のための運動に専念し、国際連盟を積極的に支援した。1947年3月9日にニューヨーク州ニューロシェルで死去。死後の1982年、アメリカ女性殿堂に選出されて入堂を果たした。